# Juan Pérez de Pineda (franciscano)
Fray Juan Pérez de Pineda (Madrigal de las Altas Torres ¿1513? - Medina del Campo, ¿1593?), escritor e historiador español del Siglo de Oro.

## Biografía
Estudió Artes con los franciscanos de Arévalo y luego en la Universidad de Salamanca obtuvo el grado de bachiller en Filosofía (1540). Ingresó en la Orden de San Francisco por 1544 en Salamanca, provincia eclesiástica de Santiago. Después se ordenó sacerdote y destacó como predicador, mérito que le cosechó algunas envidias en su orden y fricciones con sus superiores, por lo que decidió dejar la predicación y ponerse a escribir. Entonces destacó como erudito provisto de un estilo sin soltura o gracia expresiva, si bien todos los críticos señalan su léxico abundante y preciso (llegó a usar más de 16.000 palabras distintas en un solo libro). Recomendaba, sin embargo, una predicación clara y directa frente a los

Predicadores de las Alpujarras, ensertos en toledanos, con romance nuevo de Mandinga o Moscovia, que echan un estomáticon de alchermes y un emplasto de médulas con que más empalagan a los cuerdos que si los embutiesen de chicharrones.
J. de Pineda, Agricultura christiana

Hacia 1570 se cambió a la Provincia eclesiástica de la Concepción con permiso de sus superiores y estuvo bastante tiempo en el convento de San Francisco de Valladolid. En 1574 se encontraba de nuevo en Salamanca para corregir la edición de sus obras y luego estuvo dos años en Zaragoza, para volver a Salamanca entre 1588 y 1589. Murió octogenario.
En 1589 escribió Diálogos de la agricultura cristiana donde hablaba con poco respeto de la Inquisición.
Sus obras más famosas son: Agricultura Christiana, que contiene XXXV diálogos familiares, Salamanca 1589, diálogos de carácter enciclopédico donde se pasa revista a todo lo relacionado con la vida cristiana bajo el pretexto de los temas agrícolas que trata; cita o extracta en esta obra más de 1040 autores distintos, y siempre de primera mano. También compuso una Monarquía eclesiástica o Historia universal del mundo, (Zaragoza 1576 y Salamanca 1588), donde se citan casi todas las fuentes y autores conocidos. También compendió el Paso honroso defendido por Suero de Quiñones (Salamanca, 1588). No tiene ninguna relación con Iván de Pineda.

## Obras
- Libro de la vida y excelencias maravillosas del glorioso San Juan Bautista, Salamanca 1574
- Monarquía eclesiástica o Historia universal del mundo, Zaragoza 1576 y Salamanca 1588.
- Agricultura Christiana, que contiene XXXV diálogos familiares, Salamanca 1589. Hay ediciones modernas, BAE' CLXIX y Diálogos de la Agricultura, Madrid: Gil Blas, 1919.
- Exposición de la salutación angélica, Barcelona, 1590.